# Janet Austin

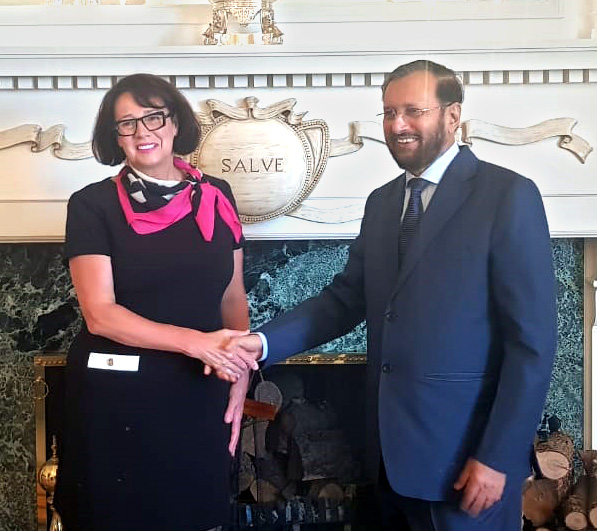
Janet Austin

Janet Edna Merivale Austin, OBC (* 1956 oder 1957 in Calgary, Alberta) ist eine kanadische Sozialmanagerin. Sie ist seit dem 24. April 2018 die amtierende Vizegouverneurin der Provinz British Columbia und repräsentiert als solche das kanadische Staatsoberhaupt, König Charles III., auf Provinzebene.
Bevor Austin zur Vizegouverneurin ernannt wurde, leitete sie als CEO mehr als 15 Jahre lang die Young Women’s Christian Association (YWCA) in Metro Vancouver. Austin wurde von Generalgouverneurin Julie Payette auf Anraten von Premierminister Justin Trudeau ernannt.

## Ehrungen
Mit ihrer Berufung zur Vizegouverneurin wurde ihr automatisch der Order of British Columbia verliehen. Während ihrer Amtszeit als Vizegouverneurin ist sie auch die Kanzlerin des Ordens.
Sie ist weiterhin Trägerin der Queen Elizabeth II Golden Jubilee Medal und der Queen Elizabeth II Diamond Jubilee Medal.